# Liste der Kulturdenkmäler in Lüdermünd
Die folgende Liste enthält die in der Denkmaltopographie ausgewiesenen Kulturdenkmäler auf dem Gebiet des Ortsteils Lüdermünd der  Stadt Fulda, Landkreis Fulda, Hessen.
Hinweis: Die Reihenfolge der Denkmäler in dieser Liste orientiert sich an der Anschrift, alternativ ist sie auch nach der Bezeichnung oder der Bauzeit sortierbar.
Kulturdenkmäler werden fortlaufend im Denkmalverzeichnis des Landes Hessen durch das Landesamt für Denkmalpflege Hessen auf Basis des Hessischen Denkmalschutzgesetzes (HDSchG) geführt. Die Schutzwürdigkeit eines Kulturdenkmals hängt nicht von der Eintragung in das Denkmalverzeichnis des Landes Hessen oder der Veröffentlichung in der Denkmaltopographie ab.

## Lüdermünd
| Bild                     | Bezeichnung                                      | Lage                                                   | Beschreibung | Bauzeit                            | Objekt-Nr. |
| ------------------------ | ------------------------------------------------ | ------------------------------------------------------ | --- | ---------------------------------- | ---------- |
| Bild gesucht BW          | Gesamtanlage Lüdermund                           | Lage                                                   | |                                    |            |
| Bild gesucht BW          | Bildstock                                        | Am Steinmich LageFlur: 7, Flurstück: 26/2              | | um 1900                            |            |
| Bild gesucht BW          | Bildstock                                        | Am den Mertzgärten LageFlur: 4, Flurstück: 5/3         | | 1856                               |            |
| Wegekreuz                | Wegekreuz                                        | Am den Mertzgärten LageFlur: 7, Flurstück: 44/1        | | 1835                               |            |
| weitere Bilder           | Lüdermünder Warte                                | Außerhalb des Ortes LageFlur: 7, Flurstück: 85/1       | | spätes Mittelalter                 |            |
| weitere Bilder           | Lüdermünder Kreuz                                | Außerhalb des Ortes LageFlur: 1, Flurstück: 15/1       | | 1383                               |            |
| Hinter den Gärten 3      | Hofreite                                         | Hinter den Gärten 1-3 LageFlur: 4, Flurstück: 50/15    | | 19. Jahrhundert                    |            |
| weitere Bilder           | Katholische Filialkirche St. Johannes der Täufer | Hinter den Gärten 2 LageFlur: 4, Flurstück: 25/1, 25/2 | | 1891/92                            |            |
| Gefallenendenkmal        | Gefallenendenkmal                                | Hinter den Gärten 4 LageFlur: 4, Flurstück: 76         | | 1920er Jahre                       |            |
| weitere Bilder           | Bildstock/Fluraltar                              | Lüdermünder Straße 7 LageFlur: 4, Flurstück: 35/5      | | 1769                               |            |
| Kleinbäuerliches Einhaus | Kleinbäuerliches Einhaus                         | Lüdermünder Straße 8 LageFlur: 4, Flurstück: 27/1      | | 18. Jahrhundert                    |            |
| weitere Bilder           | Kleinbäuerliches Einhaus                         | Lüdermünder Straße 13 LageFlur: 4, Flurstück: 39       | | Mitte des 18. Jahrhunderts         |            |
| Bild gesucht BW          | Wohnhaus                                         | Lüdermünder Straße 14 LageFlur: 4, Flurstück: 52/7     | | 1. Hälfte des 18. Jahrhunderts     |            |
| Bild gesucht BW          | Wohnhaus                                         | Lüdermünder Straße 17 LageFlur: 4, Flurstück: 45/4     | | um 1800                            |            |
| Bild gesucht BW          | Hofanlage                                        | Lüdermünder Straße 22 LageFlur: 4, Flurstück: 63       | | Mitte des 18. Jahrhunderts         |            |
| Bild gesucht BW          | Fachwerkscheune                                  | Lüdermünder Straße 23 LageFlur: 4, Flurstück: 72       | | 1590                               |            |
| Bild gesucht BW          | Bildstock                                        | Lütterzer Straße LageFlur: 4, Flurstück: 80/7          | | 1886                               |            |
| weitere Bilder           | Fuldabrücke                                      | Lütterzer Straße LageFlur: 5, Flurstück: 90/1          | | Zweite Hälfte des 19. Jahrhunderts |            |
| Bild gesucht BW          | Grenzsteine                                      | LageFlur: 1,2,7,8, Flurstück:                          | Grenzsteine zwischen Kurhessen und dem Großherzogtum Hessen (heute Grenze zwischen Landkreis Fulda und Vogelsbergkreis) | um 1850                            |            |